# Verti Dixon

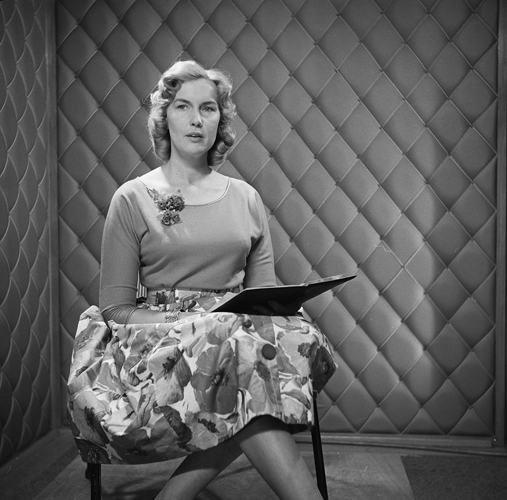
Verti Dixon in 1960

Goverta (Verti) Dixon-Swaneveld (Amsterdam, 22 januari 1926 – Haarlem, 15 december 1969) was een Nederlands omroepster van de VPRO.
Dixon was afkomstig uit Haarlem, en trouwde in 1946 met acteur-regisseur Jack Dixon (1923-1983). Haar zuster Annerie, die haar regelmatig verving, woonde in Sneek. Ze werd in 1955 aangenomen als vaste omroepster bij de VPRO. Dixon was naast haar televisiewerk ook de secretaresse van haar echtgenoot, die destijds chef drama bij de VPRO was. In 1965 stopte ze na tien jaar met het werk als omroepster. Later werkte ze, inmiddels gescheiden van haar man, onder meer in een kunsthandel en was ze gastvrouw en reisleidster voor TeleVizier. Ze was al enige jaren ziek en vanaf de zomer van 1969 was ze niet meer in staat om te werken.
Ze overleed op 15 december 1969 op 43-jarige leeftijd aan kanker. Dixon liet een zoon en een dochter achter.